# Coleophora tanaceti
Coleophora tanaceti é uma espécie de mariposa do gênero Coleophora pertencente à família Coleophoridae.